# 赵普

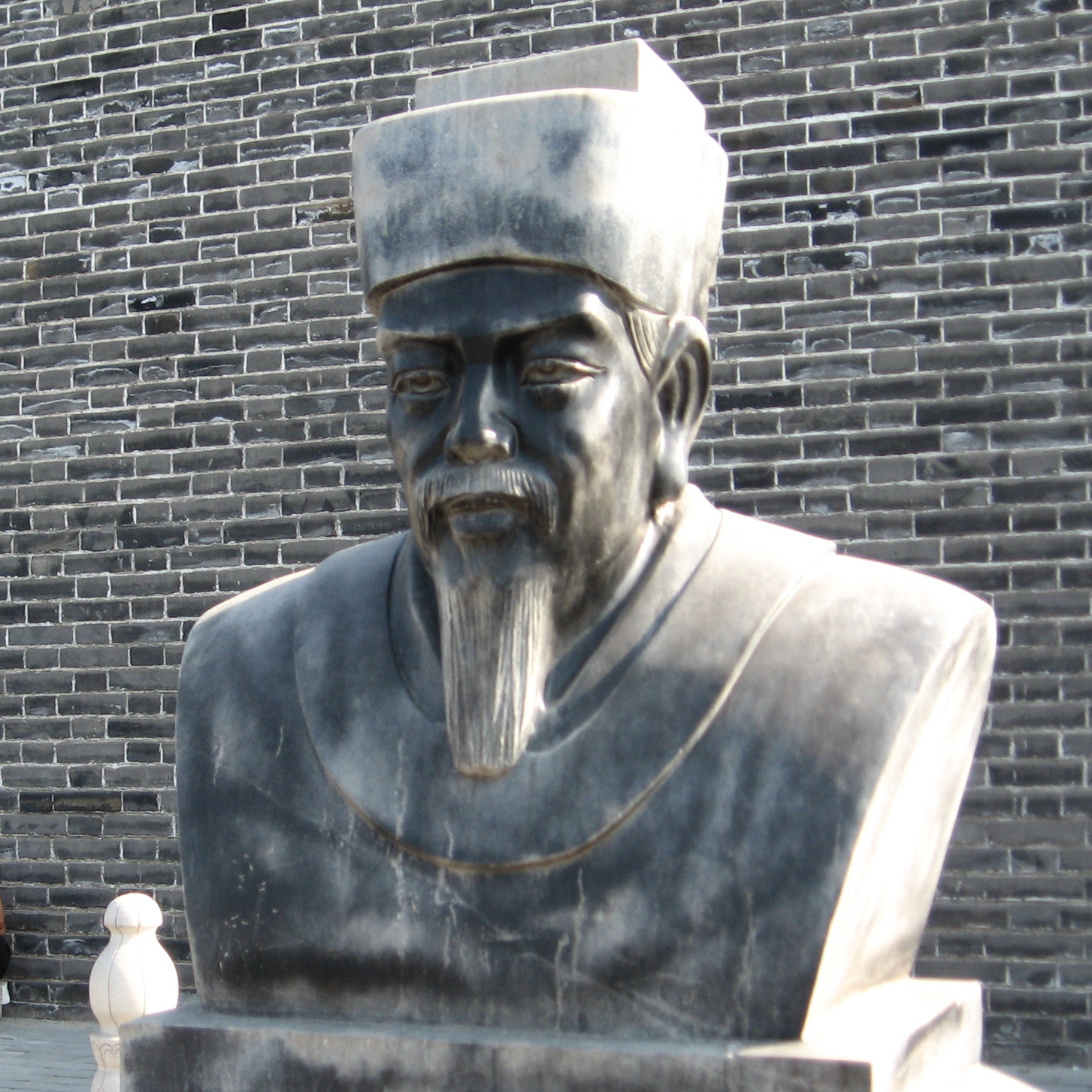
中国河北省正定县南城门（长乐门）内的赵普雕像

赵普（922年—992年8月14日），字则平。北宋初年宰相。在陈桥兵变中立功，协助赵匡胤登上帝位，为宋开国功臣。后参与解除禁军将领兵权的谋划，并提出了“稍夺其权，制其钱谷，收其精兵”的纲领，解决了长期以来的藩镇动乱问题，巩固中央集权。赵普与赵光义曾有龃龉，但在赵光义即位后，赵普帮助赵光义稳定皇位，两次拜相。宋理宗年间，画像于昭勋阁，为昭勋阁二十四功臣之首。

## 生平
曾祖父是唐末任三河县令，祖父赵全宝，在唐末任澶州司马，父赵迥，五代时任相州（今河南安阳）司马。赵普生于蓟州，后唐末年，赵迥舉族迁居恆州（今河北省正定县），后晋天福七年（942年），又遷至洛阳（今河南省洛阳）。初任陇州巡官，王勋很看重他，后周显德元年（955年）七月，赵普被永兴军节度使刘词辟为从事，与楚昭辅、王仁赡同事。
显德三年（956年）二月，受尚书省左仆射兼门下侍郎、同中书门下平章事范质表荐为滁州军事判官。六月，调任渭州（今甘肃平凉）军事判官。十月，匡国军节度使兼殿前司都指挥使赵匡胤表其为节度推官。顯德六年（959年）六月周世宗死，柴宗训即位，是年七月，赵匡胤改领归德军节度使，赵普升为节度掌书记。

### 第一次拜相

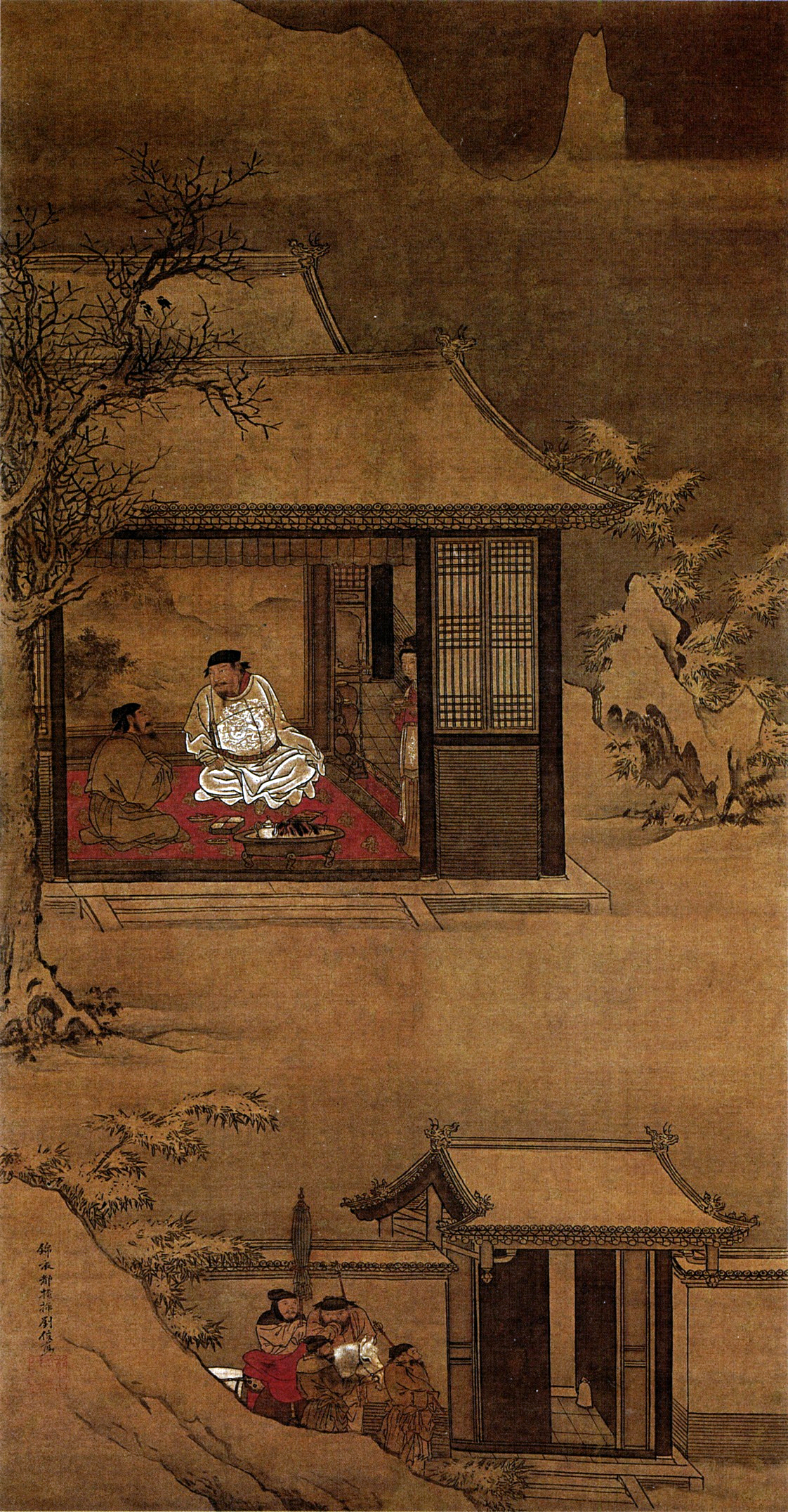
"雪夜訪普圖",宋太祖趙匡胤訪問臣趙普，故宫博物館藏

显德七年（宋建隆元年，960年）正月元旦，趙匡胤率軍北上，部隊到達陳橋時，趙普等人為趙匡胤謀策，發動陳橋兵變，建立宋朝。事后，以佐命功，授右谏议大夫、枢密直学士。三月，以平李筠之功，遷兵部侍郎、充樞密副使。二年（961年）八月，賜號“推忠佐理功臣”。十月，授检校太保、充枢密使。乾德元年（963年）十二月，加光祿大夫，改賜“推忠協謀佐理功臣”。二年（964年）正月，任门下侍郎、同中书门下平章事、集贤院大学士。五年（967年）三月，加尚书省左仆射、兼門下侍郎、充昭文馆大学士。開寶二年（969年）三月，從征北漢。四年（971年）十一月，接受吴越国王钱镠所送10瓶瓜子金，又违法从秦陇买来木材营建官邸，此前在太祖默認下，接受江南國主李煜贈送的五萬兩銀。六年（973年）八月，罷為檢校太尉、河陽三城節度使、同中書門下平章事。
趙普是宋太祖最信任的大臣之一，曾建議太祖削弱方鎮兵權財權，重用文人，以解決五代以來軍人及將領跋扈的局面。有当用者，普荐其为官，一奏不用、二奏、三奏，直至太祖准奏。赵普生性保守，日益擅权，反对改革呼声，他在坐屏之后，放置两只大甕，“凡人投利害文字，皆置中，满即焚于通衢。”。
趙普曾为一新建城门起名为“明德之门”，宋太祖指著门额问他“之”有何用，趙普回答说这是“语气助词”。宋太祖大笑：“之乎者也，助得甚事？”。赵匡胤虽然重用文人，但其实对于文章修辞一向不屑一顾。趙普每次遇到不能解决的问题，就回家閉門讀書，第二天总能想出办法来。後來人们才知道他只看《論語》，趙普對宋太宗道，臣有《论语》一册，一半可用来助太祖打天下，一半可用来助陛下治理天下。后人误传，說趙普“半部《論語》治天下”。
趙普拜相後，“独断政事，太祖疑其专恣，欲用薛居正、吕馀庆为相，普恶其与己同列，但令参知政事”。同年四月，任命薛居正、吕馀庆为参知政事。趙普與趙光義多有齟齬，他曾秘密上書太祖要警惕趙光義。
开宝六年（973年）六月，雷有邻告赵普庇护政事堂官员受贿作弊，宋太祖大怒。九年（976年）十月，趙光義在宦官王繼恩的策應下，夜入皇宮，“斧聲燭影”，宋太祖暴卒，趙光義即位，是为宋太宗。

### 第二次拜相
太平興國二年（977年）三月，赵普入朝，罷為太子少保并留京城。三年（978年）十二月，遷迁太子太保。四年（979年）二月，從征北漢。
六年（981年）九月，编造“金匮之盟”，声称杜太后临死前，命宋太祖传位于其弟宋太宗，由赵普起草誓书，藏之金匮，以此解決宋太宗繼位的合法性問題，宋太宗很是感激，引用蘧伯玉之語，召見趙普說：“人谁无过，朕不待五十，已尽知四十九年非矣”。進司徒兼侍中，拜同中書門下平章事、昭文館大學士，封梁國公。
後迫害秦王赵廷美，秦王府幕僚、小吏6人被斩，趙廷美貶為涪陵縣公，房州安置，最後憂惧而死。卢多逊全家被流放崖州（今海南崖县西北）。太平兴国八年（983年）十月，罷相，出为武胜军节度使、检校太尉、侍中。

### 第三次拜相
雍熙三年（986年）春，宋太宗北伐，久未班师，赵普上《諫雍熙北伐》疏力谏收兵息战。四年（987年）二月，為山南東道節度使、改封許國公。端拱元年（988年）二月，封太保兼侍中，拜同中書門下平章事、昭文館大學士、監修國史，以呂蒙正副之，“国朝以来三入相者，唯赵普与蒙正焉。”
赵普一上任立即处死鄭州團練使侯莫陈利用。淳化元年（990年）正月请求致仕，遂为西京留守、河南尹、太保、中书令。三年（992年）春，以“老衰久病”三次上表乞骸骨，太宗只好答应，三月，拜太师，封魏国公。同年七月十四日，病卒於洛阳，年七十一。太宗闻讯，痛哭涕泣。赠尚书令，追封真定郡王，谥忠献。次年二月，葬於洛阳邙山。至道三年（997年）四月，追封韩王，賜號“保運推忠效順功臣”。咸平二年（999年）二月，配享太祖庙庭。

## 家族
- 曾祖：趙冀，官至三河令，追贈吳國公
- 祖：趙全寶，官至澶州司馬，追贈趙國公
- 父：趙迥，官至相州司馬，追封齊國公
- 母：段氏
- 弟：趙貞，官至都官司郎中
- 弟：趙安易，官至宗正寺卿，贈工部尚書
  - 侄：趙承慶，國子監博士
    - 侄孫：趙從政，太常寺奉禮郎
- 弟：趙正，官至東頭供奉官
- 妹：趙氏，適太常寺博士、知邕州事、交州路水陸轉運使侯仁寶
  - 甥：侯延齡，殿中丞
  - 甥：侯延世，太子中舍
- 妻：魏氏，魏國夫人
  - 子：趙承宗，官至左羽林大將軍，娶長樂郡主高氏，宋太祖外甥女。
    - 孫女：趙氏，成紀縣君
- 妻：魏氏，齊國夫人
  - 子：趙承煦，字景陽，官至昭宣使、成州團練使，娶孟氏蜀主孟昶之女，繼娶延康郡夫人滕國公孟玄喆之女。
    - 孫：趙從約，字文禮，為東上閤門使、象州防禦使、贈建寧軍節度使，娶曹氏，秦武惠王曹彬之女，封同安郡夫人
      - 曾孫：趙思齊，供備庫使、榮州刺史
        - 玄孫：趙希魯，西上閣門副使
          - 來孫：趙述

      - 曾孫：趙思明，西上閣門副使
      - 曾孫：趙思聰
      - 曾孫：趙思復，西京左藏庫副使
        - 玄孫：趙希元，三班借職

      - 曾孫：趙思恭，以崇儀使致仕
        - 玄孫：趙希孟，承議郎
        - 玄孫：趙希旦，右班殿直
        - 玄孫：趙希尹，三班奉職
        - 玄孫：趙希箴，三班奉職
          - 來孫：趙瑾
          - 來孫：趙珵
          - 來孫：趙瓘
          - 來孫：趙璞
          - 來孫：趙瑑
          - 來孫：趙璪
          - 來孫：趙璩
          - 來孫：趙琛
          - 來孫：趙琢
          - 來孫：趙璮
          - 來孫：趙環
          - 來孫女：趙氏，適右班殿直郭才卿
          - 來孫女：趙氏

      - 曾孫：趙思文
        - 玄孫：趙珪，承忠郎、閣門祗侯

      - 曾孫：趙思忠，西京左藏庫副使、閣門通事舍人
      - 曾孫：趙思禮
        - 玄孫：趙希詔

      - 曾孫：趙思靜
      - 曾孫：趙思行
        - 玄孫：趙希仲

      - 曾孫：趙思囗
      - 曾孫：趙思囗
      - 曾孫：趙思囗
      - 曾孫：趙思囗
- 妻：何氏，陳國夫人
  - 女：趙志願，出家為尼，法號智果大師
  - 女：趙志英，出家為尼，法號智圓大師

## 評價
王夫之在《宋论》卷二《太宗》里专立一节《赵普之奸》说，“唐亡以后，鄙夫以成奸之习气，薰灼天下而不可浣。”。
李廷机：赵普辅国政，帝有为必请。普或告养亲，辄举吕馀庆。上下悉调停，中外皆敬谨。

## 影視形象
| 首播年份 | 製映地區 | 影視名稱             | 飾演者 |
| 2015年   | 中國     | 《大宋传奇之赵匡胤》 | 王繪春 |

## 脚注
1. ↑  1178年，南宋李衡弟子龚昱《乐庵语录》：“太宗欲相赵普，或谮之曰：普山东学究，唯能读《论语》耳，太宗疑之，以告普。普曰：臣实不知书，但能读《论语》，佐太祖定天下，才用得半部，尚有一半，可以辅陛下。太宗释然，卒相之。”